# 企業倫理
企業倫理（きぎょうりんり、英: business ethics）とは、企業行動とそれを実現する企業内における人間の行動に関して、意思決定の根幹となるもので、自然人の倫理にあたるものである。なお、コンプライアンス（法令遵守）の訳語として用いられる時もある。また、応用倫理学の一分野として企業倫理学と呼ばれることもある。

## 企業倫理とは何か
企業の行動は投資家、消費者などのステークホルダーに大きな影響を与え、あるいは社会や環境に深刻な被害を与えるものであり、企業の行動は常に高い倫理性をもって行われなければならない。
現実の企業においてはいかに掲げる種々の事柄と強く結び付くことによって、経営者をはじめとした企業体の行動に関係する一人一人の人間が、個々の現場において倫理的に正しい判断を行うことによって企業の倫理は守られている。京セラ創業者である稲盛和夫による「京セラフィロソフィー」を含む一連の経営哲学は経営理念の重要性を説くものとして、国内外から著名な概念として知られる。
コンプライアンス
倫理あるいは道徳と法は互いに密接な関係を持っているものの、別なものである。しかしながら各種法令の遵守体制ができている企業の倫理は総じて高い。
社是・社訓
社是・社訓はその企業の行動規範を示したもので、その企業の企業倫理の根幹をなすものである。経営者や個々の従業員の全ての行動判断の基準に社是・社訓を置くことは有効とされる。
社風
社風とは、その会社の風紀、性情を表すもので、一般に、体育会系、家族的、軍隊的、官僚的、野武士、お公家等の言葉であらわされることが多い。社風と企業倫理の実践は別のものである。しかし、会社の急成長・急拡大を優先させる社風や経営トップが世間体・会社の面子を優先させるような社風の場合、会社の実態に倫理が追い付かず、企業倫理の徹底が末端の社員や経営者全般に行き届かないことがあり、結果として不祥事を引き起こす場合もある。
個人のモラル
会社を動かしている要素が一人一人の人間である以上、企業倫理の実践において最後に問題になるのは個々の人々の倫理感である。しかしながら、企業活動の中においてはしばしば個々の人々の倫理観がないがしろにされることがある。この結果企業の活動が社会に大きな影響を及ぼすことがあるため、国や一部の企業においては内部通報制度を設け、企業がハラスメント行為など正しくない行動をとらないように、また、そのような行動をとった場合にこれを認知し、対応できるようにしている。

## 具体的場面における企業倫理

### 企業会計における企業倫理
企業会計の主たる目的は、会計年度における企業の経営成績と期末における財政状態を明らかにすることにあるが、企業会計は企業活動と表裏の関係にあり、企業が倫理的に望ましくない行動をとっている場合、その結果は何がしかの形で財務諸表その他に現れることが多い。このため古今より企業会計人には高い職責と倫理が求められている。
特に21世紀に入ってからはエンロン、ワールドコム等に代表されるような企業会計自体を問題とした不祥事も多く、日本においてもカネボウといった歴史のある大企業において不祥事が発生しており、国際会計基準の実現、日本版SOX法等によって企業会計倫理の向上を行おうという動きがなされている。

## 企業倫理の実践
「倫理綱領」の作成